# P35-10
P35-10 – dziesiąty w kolejności amerykański satelita pogodowy tajnej serii Program 35, poprzednika programu DMSP. Wyniesiony na orbitę 19 stycznia 1965 roku. Misja nieudana ponieważ satelita nie oddzielił się od górnego stopnia rakietowego i nie osiągnął docelowej orbity.
Statek miał krążyć po orbicie synchronicznej ze Słońcem. Był stabilizowany obrotowo (12 obr./min).
Na pokładzie statku znajdował się system zobrazowania sytuacji meteorologicznej w postaci kamery telewizyjnej typu Vidicon (ogniskowa 12,5 mm, rozdzielczość 5,5-7,5 km) i radiometru podczerwonego do pomiaru zawartości pary wodnej w atmosferze.
Główna stacja odbioru danych znajdowała się w pobliżu bazy sił powietrznych Loring. Dane były opracowywane przez Air Weather Service's Air Force Global Weather Central w bazie sił powietrznych Offut AFB, w stanie Nebraska.
Satelita spłonął w górnych warstwach atmosfery 13 lipca 1979 roku.